# Жизнен цикъл при паразитите
Жизненият цикъл при паразитите е частен случай на жизнения цикъл при организмите, обхващащ онтогенетичното развитие на паразита.
Най-елементарно развитие имат някои протозойни паразити, които се размножават чрез просто делене. С разделянето на майчината клетка завършва онтогенезата. Попадайки във външната среда, се инцистират и остават в покой, докато се озоват отново в гостоприемник. По-сложен е жизненият цикъл при протозои, които редуват половото поколение с безполово.
При многоклетъчните паразитни животни развитието преминава от яйце до имаго. При хелминтите цикълът преминава през четири последователни стадия – оплодена яйцеклетка, ембрион, ларва и имаго. Ларвното развитие преминава отделно през няколко последователни статия. При арахнидите и насекомите между стадиите на ларва и имаго се добавят и тези на какавида и нимфа. Изключение правят например въшките, които от ларва се превръщат в имаго.
Според вида на паразитния им жизнен цикъл и съответния брой на гостоприемниците им паразитите са:
- Геохелминти – паразити с пряк цикъл на развитие. Изискват само един гостоприемник.

- Биохелминти – паразити с непряк цикъл на развитие. Изискват два или повече гостоприемника. Такъв цикъл например имат пироплазмите и повечето хелминти.